# Lauraët
Lauraët település Franciaországban, Gers megyében. Lakosainak száma 247 fő (2022. január 1.). Lauraët Beaumont, Gondrin, Lagraulet-du-Gers, Montréal és Mouchan községekkel határos.

## Népesség
A település népességének változása:
| Lakosok száma | 300  | 220  | 215  | 240  | 245  | 255  | 252  | 253  | 253  | 247  |
|               | 1968 | 1982 | 1990 | 2006 | 2013 | 2015 | 2017 | 2019 | 2020 | 2022 |